# آیگوئل دو کروسانت
آیگوئل دو کروسانت (به لاتین: Aiguille du Croissant) یک کوه در سوئیس است که در کانتون وله واقع شده‌است. آیگوئل دو کروسانت  ۴٬۲۶۰ متر بالاتر از سطح دریا واقع شده‌است.